# Джинджо, Рагиб
Рагиб Джамиль Джинджо (серб. Рагиб Џамиље Џинџо; 1923, Округло — ноябрь 1944, Полице) — югославский боснийский партизан Народно-освободительной войны Югославии, Народный герой Югославии.

## Биография
Родился в 1923 году в селе Округло близ Рогатицы в бедной крестьянской семье. Окончил начальную школу в селе Осово и среднюю гражданскую школу в Рогатице. В 4-м классе гимназии за свои коммунистические убеждения был исключён (в то время состоял в Союзе коммунистической молодёжи Югославии). Позднее был восстановлен в школе, окончил два класса профессионального технического училища. В апреле 1941 года после вторжения немцев и их сателлитов в страну ушёл в партизанское подполье вместе с теми мусульманами, которые не признавали власть усташей и не выполняли приказы по выселению или истреблению сербов. Вместе с отцом Джамилем и братом в августе 1941 года был официально принят в партизаны в Романийский партизанский отряд, которым командовал Славиша Вайнер. Ещё с пятью сотоварищами Рагиб принял боевое крещение близ Борицы, вступив в стычку в мусульманской милицией, которая собиралась поджечь сербскую деревню. В ноябре 1941 года он был принят в КПЮ.
В начале 1942 года был назначен политруком роты в Мусульманском партизанском батальоне. В боях своего батальона в Петровичах и близ Олова участвовал как член группы бомбашей, которая значительно усилила батальон и позволила ему занять вражескую железнодорожную станцию. После уничтожения вражеских бункеров Рагиб возглавил отряд бойцов, которые заняли полицейский участок. В мае 1942 года Рагиб в битве за Поглед прославился тем, что захватил бункер, будучи вооружённым только пистолетом-пулемётом. После формирования 6-й пролетарской восточнобоснийской ударной бригады был зачислен в её состав, отличился в боях за Срем против фашистов и за Малешевец против четников. Вместе со своей ротой участвовал в битве на Сутьеске, разгромив немецкий батальон близ Вучево. Рота Рагиба в составе 18 человек в той битве также прикрывала отход партизанского госпиталя на дороге Прача-Горадже, в ходе битвы она отбила с десяток вооружённых немецких выступлений. В октябре 1943 года Рагиб возглавил 4-й батальон 16-й мусульманской бригады. Во время операции «Кугельблиц» его батальон в течение месяца вёл упорные бои, не позволяя немцам выйти на Романию. В битве за Кладань батальон отражал атаку бронетанковых частей вермахта, уничтожив большую часть колонны бутылками с зажигательной смесью.
В ноябре 1944 года Рагиб Джинджо был убит усташами в селении Полице. Звание Народного героя он получил посмертно 5 июля 1951.